# Geyerbach (Zschopau)
Der Geyerbach (im Oberlauf Einsbächel genannt) ist ein linker Zufluss der Zschopau im sächsischen Erzgebirgskreis, Deutschland. 

## Geographie

### Verlauf
Der Geyerbach entspringt unter dem Namen Einsbächel im Geyerschen Wald etwa einen halben Kilometer östlich des Fernsehturms Geyer und nördlich der Gaststätte „Waldhaus“. Er läuft zunächst ostwärts bis nordostwärts bis zum nordwestlichen Stadtrand von Geyer. Ab dort wird der Bach Geyerbach genannt. Die Stadt Geyer durchfließt er von Nordwest nach Südost etwa parallel zu ihrer wichtigsten Verkehrsachse. Im weiteren Verlauf durchquert der Geyerbach das einstige Bergbaugebiet südlich des Geyersbergs, das bis zum Tannenberger Ortsteil Siebenhöfen reicht.

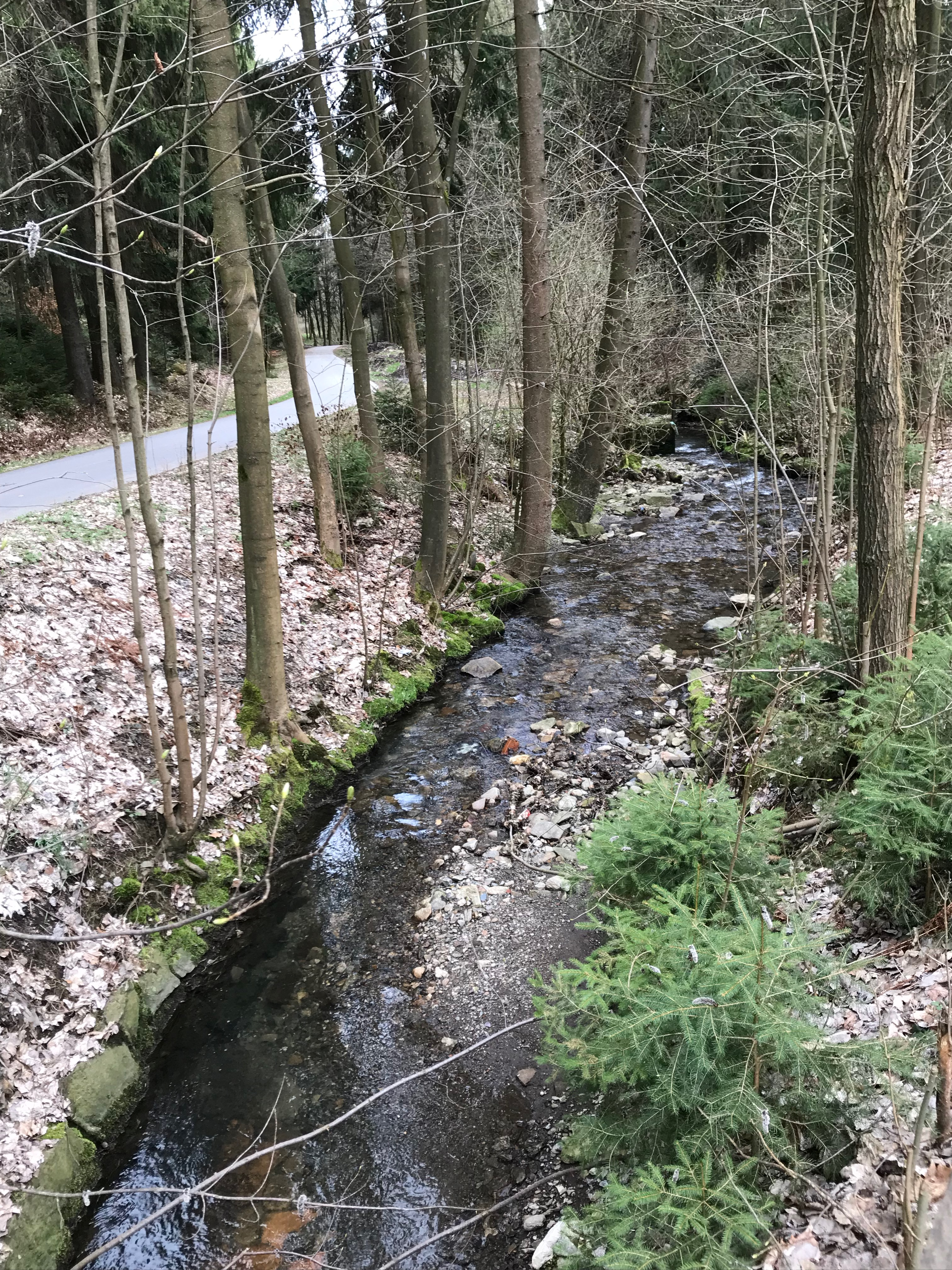
Geyerbach in Siebenhöfen

Nachdem er Siebenhöfen passiert und dann noch einen kurzen Waldtalabschnitt durchlaufen hat, erreicht der Geyerbach den Westrand von Tannenberg selbst. Dort mündet in Obertannenberg von Westen her der Lohenbach, der wenig zuvor das Waldbad Tannenberg passiert hat. Hiernach wendet sich der Geyerbach auf Ostlauf durch Tannenberg und mündet selbst in der Ortsmitte von links in die Zschopau, die sich dann von Nord- auf Ostlauf wendet.

### Zuflüsse und Seen
Von der Quelle zur Mündung. Auswahl.
- Durchfließt noch im Wald an der Geyerschen Straße den Heideteich.
- Passiert zwei Teiche am rechten Ufer kurz vor der Vitriol- und Schwefelhütte.
- (Zufluss), von links und Westnordwesten in Geyer.
- Durchfließt gleich nach dem vorigen einen Teich an der Alten Hormersdorfer Straße.
Anschließend zum Teil verdolter Lauf durch den Ort nach Südosten.
- (Zufluss), von rechts und Nordwesten am unteren Ortsende von Tannenberg-Siebenhöfen.
- Lohenbach, von rechts und Westnordwesten in Tannenberg.

## Sonstiges
Die Schmelzhütten und Pochwerke des Geyerschen Bergbaus zogen sich einst das Tal des Geyerbachs hinunter bis nach Siebenhöfen. In Tannenberg wurde in der Nähe des Zainhammers eine Francis-Turbine betrieben, für die das benötigte Wasser über den Hammergraben vom Geyerbach abgeschlagen wurde. Zwischen 1888 und 1967 verlief die Schmalspurbahn Schönfeld-Wiesa–Meinersdorf zwischen Geyer und Tannenberg durch das Tal des Geyerbachs.